# Anaspis nigrina
Anaspis nigrina är en skalbaggsart som beskrevs av Csiki 1915. Anaspis nigrina ingår i släktet Anaspis och familjen ristbaggar. Inga underarter finns listade i Catalogue of Life.